# Ульянченко, Иван Иванович
Иван Иванович Ульянченко (род. 16 июня 1961, Изобильный, Ставропольский край, РСФСР, СССР) — российский государственный и политический деятель. Глава города Ставрополя с 11 июня 2020 года. Почётный член Российского Союза Молодёжи (1997).
Министр труда и социальной защиты населения Ставропольского края (13 ноября 2013 — 11 июня 2020). Глава администрации Промышленного района (2011—2012). Первый секретарь краевой общественной организации «Российский Союз Молодёжи» (1991—1996).
Заслуженный работник местного самоуправления Российской Федерации (2024).

## Биография
Родился 16 июня 1961 в городе Изобильный Ставропольского края в семье рабочих.
После средней школы №7 устроился на местный завод «Атлант» — с 1978 по 1979 был учеником резьбонарезчика на специальных станках.
С 1979 по 1982 — служил в рядах Советской армии в Пограничных войсках КГБ СССР.
В 1982 — наладчик токарных автоматов и полуавтоматов, инженер ИНО, ученик слесаря КИПиА завода «Атлант».
С 1982 по 1985 — секретарь комитета ВЛКСМ завода «Атлант».
В 1984 окончил заочное отделение Ставропольского политехнического института по специальности «инженер по режущим станкам и инструментам».
С 1985 работал в Изобильненском районном комитете КПСС инструктором организационного отдела.
С 1986 по 1987 — первый секретарь Изобильненского райкома ВЛКСМ.
С 1987 по 1989 — секретарь по пропаганде и агитации Ставропольского крайкома ВЛКСМ.
С 1989 по 1990 — ответственный организатор отдела организационно-партийной и кадровой работы Ставропольского крайкома КПСС.
С 1990 по 1991 — второй секретарь Ставропольского крайкома ВЛКСМ.
С 1991 по 1992 и с 1993 по 1996 — Первый секретарь краевого комитета общественной организации «Союз молодёжи Ставрополья».
С 1992 по 1993 — консультант постоянной комиссии по делам молодежи Ставропольского краевого Совета народных депутатов.
С 1997 по 1998 — начальник управления социальной защиты Департамента социальной политики администрации города Ставрополя.
С 1998 по 2001 — заместитель главы администрации Ленинского района Ставрополя.
С 2001 по 2007 — начальник управления труда, социальной защиты и работы с населением администрации Ставрополя.
С 2007 по 2011 — депутат Думы Ставропольского края, председатель комитета по социальной политике.
С 2011 по 13 августа 2012 — глава администрации Промышленного района Ставрополя.
С 13 августа 2012 по 13 ноября 2013 — исполняющий обязанности первого заместителя главы администрации Ставрополя.
С 13 ноября 2013 по 11 июня 2020 — министр труда и социальной защиты населения Ставропольского края.
11 июня 2020 года Ставропольская городская дума избрала Ульянченко главой города Ставрополя на пятилетний срок. 
С 20 января 2021 года — секретарь Ставропольского местного отделения партии «Единая Россия». Член Президиума регионального политического совета партии «Единая Россия». 

## Семья
Женат, сын Максим.

## Доходы
Согласно декларации о доходах и имуществе, за 2019 год действующий глава города Иван Ульянченко заработал 2,33 миллиона рублей.
В индивидуальной собственности Ульянченко находятся два земельных участка (611 и 1130 кв. м), жилой дом (67,6 кв. м) и жилое строение (109,9 кв. м). Кроме того, он владеет автомобилем Honda Accord.
Супруга Ульянченко задекларировала 3,5 млн рублей. У нее в пользовании значатся земельный участок (611 кв. м) и жилой дом (109,9 кв. м).

## Награды
- Заслуженный работник местного самоуправления Российской Федерации (2024)[11].
- Почётная грамота Министерства труда и социального развития Российской Федерации.
- Медаль «15 лет вывода Советских войск из Афганистана.
- Медаль «За доблестный труд» III степени.
- Медаль «Честь и польза» международного благотворительного фонда Меценаты Столетия.
- Знак «В память о ликвидации последствий катастрофы на Чернобыльской АЭС».